# Cylindrepomus albopictus
Cylindrepomus albopictus är en skalbaggsart som beskrevs av Stefan von Breuning 1938. Cylindrepomus albopictus ingår i släktet Cylindrepomus och familjen långhorningar. Inga underarter finns listade i Catalogue of Life.